# Baosanlor
Baosanlor is een bestuurslaag in het regentschap Ponorogo van de provincie Oost-Java, Indonesië. Baosanlor telt 7325 inwoners (volkstelling 2010).